# ۱۸ فوریه
۱۸ فوریه چهل و نهمین روز سال گاه‌شماری میلادی است. ۳۱۶ روز (در سال‌های کبیسه ۳۱۷روز) تا پایان سال باقی‌است.

## رویدادها
- ۱۹۱۱ - زمین‌لرزه در بدخشان تاجیکستان و پدید آمدن سد طبیعی سریز

## زادروزها
- ۱۹۹۶ – آیدین بایراموف، بازیکن فوتبال اهل جمهوری آذربایجان

## درگذشت‌ها
- ۱۵۶۴ - میکل آنژ، نقاش و مجسمه ساز اسپانیایی
- ۱۹۵۱ – اتو برمر، بانک‌دار و بشردوست آلمانی-آمریکایی (ز. ۱۸۶۷)
- ۱۹۷۸ – جوزپه سانتیا، دوچرخه‌سوار اهل ایتالیا (ز. ۱۸۸۶)